# Mercedes-Benz LP
Mercedes-Benz LP — семейство крупнотоннажных грузовых автомобилей компании Mercedes-Benz. Чаще всего их называют по-немецки «Kubische Kabine», имея в виду квадратный внешний вид кабины. «LP» также использовался на кабинных версиях предыдущей линейки грузовиков Mercedes-Benz. Полно- и среднеразмерные модели были сняты с производства к 1975 году, когда на смену Mercedes-Benz NG пришёл Mercedes-Benz SK. Малоразмерный LP был заменён новым LK в 1984 году.

## История
Новая линейка LP впервые появилась в 1963 году вместе с новой системой именования грузовиков Mercedes-Benz, а также новым поколением двигателей. Некоторые из ранних грузовиков испытывали проблемы, но вскоре были исправлены. Кабина была спроектирована так, чтобы максимально увеличить внутреннее пространство, с низким расположением двигателя и большими окнами по всему периметру.
Названия грузовиков следовали новой стратегии Mercedes-Benz: первые одна или две цифры обозначали общий вес автомобиля, а последние две цифры представляли максимальную мощность в десятках лошадиных сил. Таким образом, LP608 имеет общий максимальный вес 6 тонн (13 000 фунтов) и двигатель мощностью 80 л. с. (59 кВт), в то время как LP 1632 — это 16-тонный грузовик (35 000 фунтов) мощностью около 320 л. с. (235 кВт). Модельный ряд LP оказался сильным продавцом, с увеличением немецких продаж Mercedes-Benz в сегменте тяжёлых грузовиков на 153 % в период с 1965 по 1973 год.
Лёгкая кабина, впервые учреждённая в 1965 году, использовалась для грузовиков с полной массой от 6 до 11 тонн (от 13 000 до 24 000 фунтов). Эти пластинки легче всего отличить по их низким решёткам с установленными внутри фарами. Как и у всех кубических кабин, у них не было наклонной кабины для экономии затрат и большей безопасности при авариях. Ряд люков и дверей должны были обеспечить доступ, но грузовики были сложны в обслуживании. Только короткий daycab был на предложение, хотя независимые культуристы были под рукой, чтобы обеспечить любые другие макеты. Первой представленной версией был LP 608, оснащённый дизельным двигателем OM 314 мощностью 80 л. с. (59 кВт). Существовала также 7,5-тонная (17 000 фунтов) версия, а также 8,0-и 8,5-тонная (17 600 и 18 700 фунтов). В 1969 году появились девятитонники, оснащённые шестицилиндровым двигателем OM 352 мощностью 110 или 130 л. с. (81 или 96 кВт). LP 608 также был первым грузовиком, покинувшим производственную линию на заводе Daimler-Benz в Верте.
В 1977 году световая гамма была тщательно модернизирована, с разглаженной кабиной и новой решёткой радиатора. Фары теперь были установлены под кузовом, в переднем бампере. Также была добавлена версия с пневматической задней осью. Кабина оставалась неподвижной в сегменте, где большинство конкурентов перешли на наклонные кабины. Появились новые десяти- и одиннадцатитонные модели, а мощность самого маленького двигателя OM 314 возросла до 85 л. с. (63 кВт). Малоразмерный LP пережил своих более тяжёлых собратьев, оставаясь в производстве до 1984 года.
Модели средней грузоподъёмности имели массу от 8 до 22 тонн (от 18 000 до 49 000 фунтов). Другое расположение дверей было разделено с самой тяжёлой частью диапазона, в то время как решётка была выше. Фары были установлены в нижней части решётки. Представленный в 1965 году, он был полностью заменён Mercedes-Benz NG в 1976 году. В 1965 году была также введена каюта длиной 200 мм (7,9 дюйма) с помещением для двух спальных мест. Не наклоняющаяся кабина требовала большого количества люков и дверей для доступа к механическим частям, что принесло модели менее чем лестное прозвище «адвент-календарь». Более лёгкие модели получили 5675-кубовый шестицилиндровый двигатель OM 352 мощностью 100, 110 или 126 л. с. (74, 81 или 93 кВт), в то время как более тяжёлые получили 7980-кубовый OM 327 мощностью 160 л. с. (118 кВт).
Когда линейка тяжёлых автомобилей была отреставрирована в 1970 году, средние веса получили механическую модернизацию и новые весовые оценки, но внешний вид оставался неизменным. Были также встроены некоторые более мощные двигатели.
Тяжёлые модели были впервые представлены в конце 1963 года. Они имеют вес от 14 до 22 тонн (31 000-49 000 фунтов). Их кабина похожа на кабину более поздних грузовиков средней грузоподъёмности, хотя овальные фары были установлены в бампере под кузовом. Они были довольно спартански оборудованы, в частности, отсутствовало подвесное сиденье. Mercedes-Benz противопоставил подвесную кабину, но этого часто было недостаточно, чтобы обеспечить комфорт водителя на практике. Большая часть технологии была адаптирована из предыдущей серии L/LP, включая OM 326, который в 1964 году был заменён совершенно новым OM 346. Он работал более плавно и был более долговечным. Вскоре мощность выросла до 230 л. с. (169 кВт), а затем до 240 л. с. (177 кВт) в соответствии с новыми правилами, которые вступили в силу 1 мая 1965 года. Общий вес 38 тонн (84 000 фунтов) для тягачей-прицепов в сочетании с минимальными 6 л. с./тонна (максимальными 373 фунт / л. с.) делали это необходимым.
С 1 января 1972 года минимальная потребляемая мощность увеличилась до 8 л. с./тонна (максимум 280 фунтов/л. с.). Mercedes-Benz ответил новым поколением дизельных двигателей в V-образной компоновке. Они, однако, требовали опрокидывающейся кабины, и поэтому тяжёлые грузовики, наконец, были оснащены двигателем OM 403, чего было достаточно для самых тяжёлых нагрузок, в то время как 256 л. с. (188 кВт) V8 идеально подходил для категории 32 тонны (71 000 фунтов). Серия LP 1970 года получила новые двери, которые спускались глубже, устраняя открытые ступени и многие из различных люков. Крыша была выше, и передние поворотники двигались наружу, чтобы быть видимыми с боков грузовика. Меньшие версии продолжались со старой кабиной. Самые тяжёлые модели отличались большим количеством деталей, которые были разработаны для последующих грузовиков нового поколения и иногда называются «промежуточным поколением» (Zwischen-Generation). Ближе к концу производства грузовиков V10 они получили новые разработанные планетарные оси, поскольку более ранние конструкции не могли полностью справиться с крутящим моментом V10.